# La Laitière (Greuze)
Pour les articles homonymes, voir La Laitière (homonymie).
La Laitière est un tableau réalisé par le peintre français Jean-Baptiste Greuze en 1772-1773. De format ovale, cette huile sur toile est le portrait à mi-genoux d'une jeune femme s'appuyant sur l'encolure d'une mule portant des paniers. Comme en témoigne la mesure à lait qu'elle tient de la main droite, il s'agit d'une laitière en tournée. Legs de Charlotte de Rothschild en 1899, l'œuvre fait partie des collections du musée du Louvre, à Paris, en France. Il s'agit d'un faux pendant de La Cruche cassée.